# Leydigia acanthocercoides
Leydigia acanthocercoides är en kräftdjursart som först beskrevs av Fischer 1854.  Leydigia acanthocercoides ingår i släktet Leydigia och familjen Chydoridae. Inga underarter finns listade i Catalogue of Life.